# Дампјер е Фле
Дампјер е Фле (фр. Dampierre-et-Flée) насеље је и општина у источном делу централне Француске у региону Бургоња, у департману Златна обала која припада префектури Дижон.
По подацима из 2011. године у општини је живело 132 становника, а густина насељености је износила 13,97 становника/km². Општина се простире на површини од 9,45 km². Налази се на средњој надморској висини од 230 метара (максималној 270 m, а минималној 210 m).

## Демографија
| 1962. | 1968. | 1975. | 1982. | 1990. | 1999. | 2011. |
| ----- | ----- | ----- | ----- | ----- | ----- | ----- |
| 101   | 107   | 85    | 94    | 110   | 102   | 132   |

График промене броја становника у току последњих година